# 萨布隆 (伊泽尔省)
萨布隆（法語：Sablons，法語發音：[sablɔ̃]）是法国伊泽尔省的一个市镇，属于维埃纳区。

## 地理
萨布隆（45°19'5"N, 4°46'23"E）面积10.23 平方千米，位于法国奥弗涅-罗讷-阿尔卑斯大区伊泽尔省，该省份为法国东南部内陆省份，北起顺时针与安省、萨瓦省、上阿尔卑斯省、德龙省、阿尔代什省、卢瓦尔省和罗讷省。
与萨布隆接壤的市镇（或旧市镇、城区）包括：利莫尼、佩罗、塞里耶尔、萨讷河畔萨莱斯、圣朗贝尔达尔邦、沙纳。

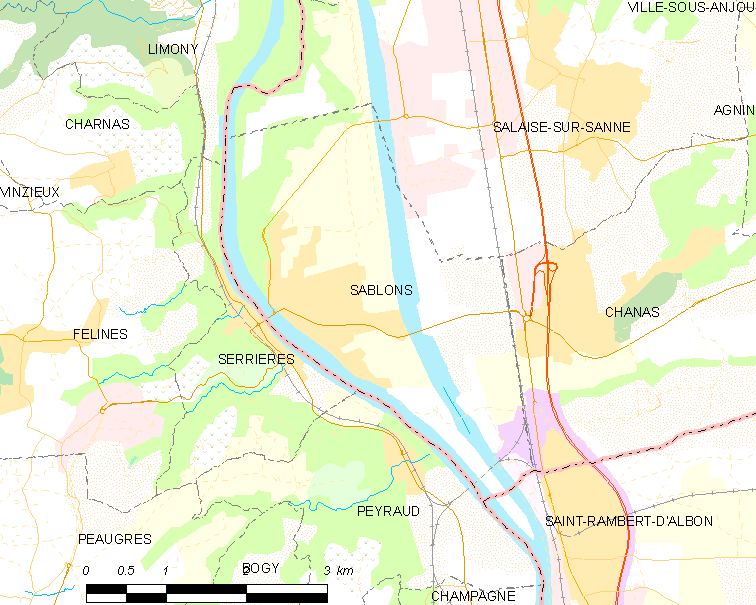
的OSM定位图

萨布隆的时区为UTC+01:00、UTC+02:00（夏令时）。

## 行政
萨布隆的邮政编码为38550，INSEE市镇编码为38349。

## 政治
萨布隆所属的省级选区为鲁西永县。

## 人口

1962-2008年间人口变化图示

萨布隆于2022年1月1日时的人口数量为2306人。